# Wolfgang Ebel-Zepezauer
Wolfgang Ebel-Zepezauer (* 1962 als Wolfgang Ebel) ist ein deutscher Prähistoriker.

## Leben
Er studierte von 1982 bis 1989 Ur- und Frühgeschichte, klassische Philologie, Geschichte und Klassische Archäologie in Marburg. Nach der Promotion 1988 Die römischen Grabhügel des ersten Jahrhunderts im Treverergebiet und Mitarbeit im Forschungsprojekt Alteburg war er von 1989 bis 1995 wissenschaftlicher Assistent in Bochum. Nach der Habilitation 1996 mit Studien zur Archäologie der Westgoten vom 5.-7. Jahrhundert war er 1996 für die Bodendenkmalpflege in Detmold tätig. An den Ausgrabungen Oberaden (1998–1999) und am Römerlager Beckinghausen (1997) war er tätig. Von 2000 bis 2003 leitete er das Projekt Kreskenhof. Seit Oktober 2003 ist er wissenschaftlicher Mitarbeiter an der Ruhr-Universität Bochum, zeitweise Lehrstuhlvertretung. Die Altertumskommission für Westfalen leitete er von 2005 bis 2014 als Vorstand. Er ist daneben außerplanmäßiger Professor an der Ruhr-Universität Bochum.
Seine Arbeitsschwerpunkte sind die römische Kaiserzeit und Archäologie des Frühmittelalters.

## Schriften (Auswahl)
- Die römischen Grabhügel des ersten Jahrhunderts im Treverergebiet (= Marburger Studien zur Vor- und Frühgeschichte. Band 12). Hitzeroth, Marburg 1989, ISBN 3-89398-018-0 (zugleich Dissertation, Marburg 1988).
- Studien zur Archäologie der Westgoten vom 5.–7. Jh. n. Chr. (= Iberia archaeologica. Band 2). von Zabern, Mainz am Rhein 2000, ISBN 3-8053-2469-3 (zugleich Habilitationsschrift, Bochum 1997).
- Holsterhausen, Stadt Dorsten, Kreis Recklinghausen (= Römerlager in Westfalen . Band 2). Altertumskommission für Westfalen, Münster 2008, OCLC 297111240.
- mit Christoph Grünewald, Johann-Sebastian Kühlborn, Bettina Tremmel und Peter Ilisch: Augusteische Marschlager und Siedlungen des 1. bis 9. Jahrhunderts in Dorsten-Holsterhausen. Die Ausgrabungen 1999 bis 2002 (= Bodenaltertümer Westfalens. Band 47). von Zabern, Mainz 2009, ISBN 978-3-8053-3952-0.
- als Herausgeber mit Jürgen Pape und Bernhard Sicherl: Paderborn "Saatental" – Besiedlung der Eisenzeit und römischen Kaiserzeit (= Universitätsforschungen zur prähistorischen Archäologie. Band 281). Verlag Dr. Rudolf Habelt, Bonn 2016, ISBN 3-7749-4010-X.